# Refugi del Santuari de Paller
L'hostal restaurant i refugi del Santuari de Paller està ubicat dins del Parc Natural del Cadí-Moixeró, a 993 m i a 1,5 km del municipi de Bagà (Berguedà). El refugi està al costat del Santuari de Paller i disposa d'una capacitat per 18 persones amb dos banys. Està equipat amb calefacció, llar de foc, aigua calenta i estris de cuina. Forma part del Camí dels Bons Homes.